# Enallagma cardenium
Enallagma cardenium es una especie de caballito del diablo del género Enallagma, de la familia Coenagrionidae, orden Odonata. Fue descrita por Hagen en 1876.
Mide 34 mm de longitud y cuenta con una envergadura de 20 mm. Se distribuye por América del Norte: Estados Unidos y América Central: Cuba.